# Circe, the Enchantress
Circe, the Enchantress is een Amerikaanse dramafilm uit 1924 onder regie van Robert Z. Leonard. Destijds werd de film in Nederland uitgebracht onder de titel Circe, de verleidster. De film is wellicht zoekgeraakt.

## Verhaal
Cecilie was ooit een goedhartige vrouw. Na de dood van haar moeder wordt ze een cynische lichtekooi. Ze wordt verliefd op de chirurg Peter Van Martyn. Hij wijst Cecilie op het ongepaste van haar levenswandel. Daardoor gaat ze een zelfs nog lichtvaardiger leven leiden. Uiteindelijk vergokt ze haar woning.

## Rolverdeling
| Acteur             | Personage              |
| ------------------ | ---------------------- |
| Mae Murray         | Circe / Cecilie Brunne |
| James Kirkwood     | Dr. Peter Van Martyn   |
| Tom Ricketts       | Archibald Crumm        |
| Charles K. Gerrard | Ballard Barrett        |
| William Haines     | William Craig          |
| Lilian Langdon     | Zuster Agatha          |
| Gene Cameron       | Madame Ducelle         |